# Carlos Bocanegra
Carlos Manuel Bocanegra (Upland, California, 25 de mayo de 1979), conocido simplemente como Carlos Bocanegra, es un exfutbolista estadounidense de ascendencia mexicana. Jugaba como defensa y su último club fue el desaparecido Chivas USA de la Major League Soccer. También fue el capitán de la selección de fútbol de los Estados Unidos durante varios años, incluyendo las Copas Mundiales de 2006 y 2010. 
Bocanegra inició su carrera profesional en el Chicago Fire, siendo un jugador clave en la defensa durante sus cuatro años allí y eventualmente atrayendo la atención del club inglés Fulham F.C. en 2004. Desde ese entonces, el defensa ha pasado por la Premier League inglesa, la Ligue 1 y, más recientemente, la Premier League de Escocia, anotando un alto número de goles para un defensor con todos su clubes, además de haber sido capitán del Saint-Étienne, el Rennes y vicecapitán del Rangers.
Bocanegra también es actualmente el segundo jugador con más experiencia en la selección de los Estados Unidos, detrás de Landon Donovan, y el defensor que más goles ha anotado para su país. Participó en las Copas del Mundo de 2006 y 2010.

## Trayectoria

### Inicios
Carlos Bocanegra empezó a jugar al fútbol en la Universidad de California,de 1996 a 1999. En el año 2000, inició su carrera profesional en el Chicago Fire de la Major League Soccer, fue el primer jugador en ser nombrado dos veces como defensa del año de la Major League Soccer. En los 4 años en la MLS, Jugó 87 partidos, anotó 5 goles y conectó 8 asistencias.

### Fulham

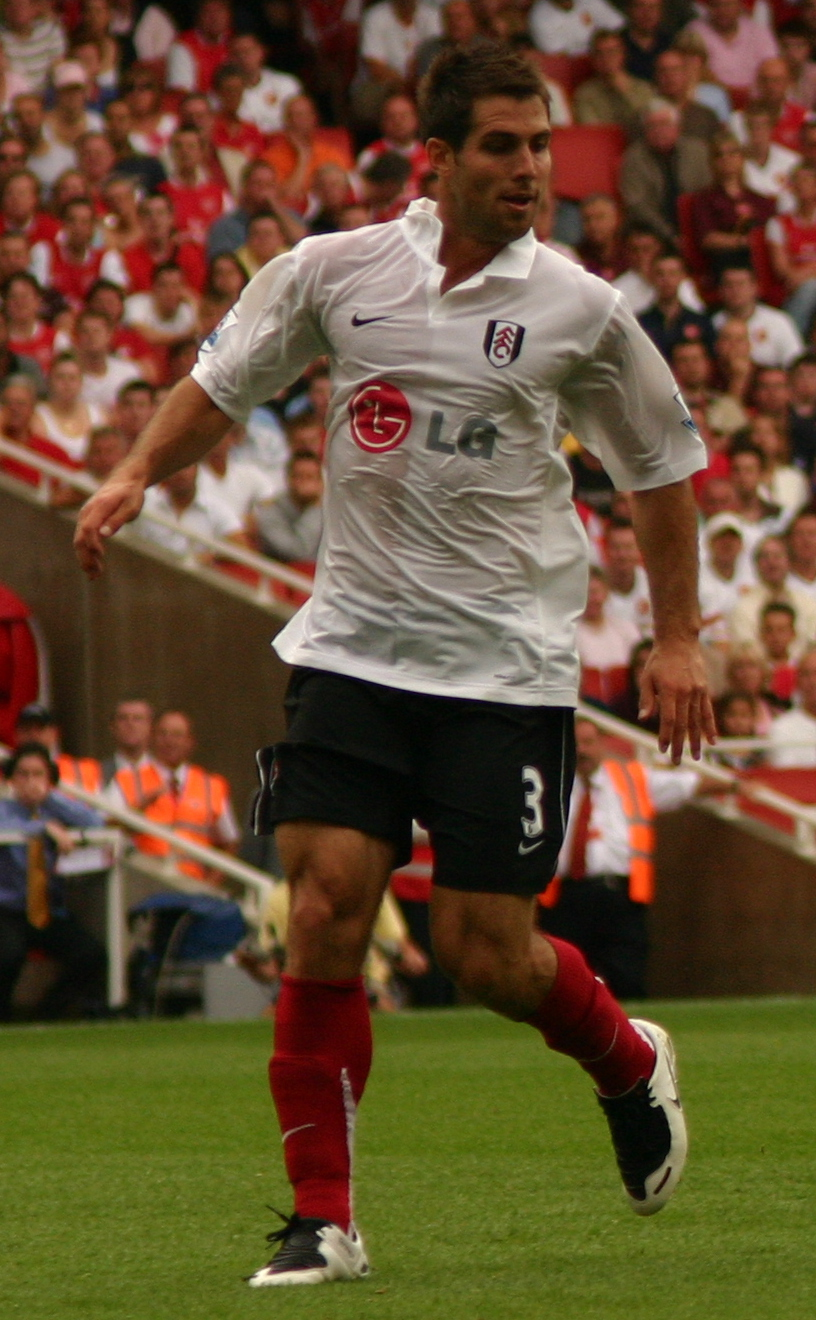
Bocanegra jugando para el Fulham en 2007.

En enero de 2004 fue traspasado al Fulham FC de la FA Premier League
. Con Fulham, Bocanegra jugó principalmente como defensa central, pero también como lateral y en algunas ocasiones como centrocampista de contención. Durante la temporada 2006/07 de la Liga Premier, fue el segundo goleador del equipo con 5 anotaciones, sólo detrás de Brian McBride. El 1 de septiembre de 2007, se convirtió en el capitán del equipo, jugando contra el Tottenham, en un partido que terminó 3-3. El 15 de septiembre de 2007, jugó su partido número 100 con el Fulham en la Premier League, en un partido contra Wigan Athletic.

### Rennes
En junio de 2008, Bocanegra se unió al club Rennes de la Ligue 1 de Francia. Recibió el número 3, el mismo número que utiliza con la selección nacional. Bocanegra tuvo un buen rendimiento en su primera temporada en Francia, jugando los 38 partidos de Rennes en la liga. Anotó su primer gol en la liga el 8 de marzo de 2009 en la victoria de Stade Rennais sobre Auxerre 2-0. También anotó un gol en la Copa UEFA y fue titular en todos los partidos de su equipo en la Coupe de France, incluyendo el partido final contra el Guingamp en el Stade de France el 9 de mayo de 2009, donde anotó un gol en el minuto 69.

### Saint-Étienne
El 16 de julio de 2010, Bocanegra fue comprado por otro club de la Ligue 1, Saint-Étienne por la suma de £400.000. Usó el número 3, al igual que lo hizo en Rennes y con la selección de Estados Unidos en el mundial de Sudáfrica. Bocanegra hizo su debut con el club en la derrota 1-3 contra el Paris Saint-Germain el 7 de agosto de 2010. Bocanegra fue nombrado capitán del equipo al comenzar la temporada 2011-12, llevando el cintillo en el partido inaugural contra el Bordeaux, pero poco tiempo después sería transferido nuevamente.

### Rangers F. C.
El 17 de agosto de 2011, se unió al Rangers de la Premier League Escocesa, firmando un contrato por tres años por una suma no reportada. Bocanegra debutó con Rangers el 18 de agosto de 2011 en un partido contra NK Maribor por la fase clasificatoria de la UEFA Europa League. Su participación en este partido causó controversia cuando Maribor levantó una protesta a la UEFA debido a que consideraban que los papeles necesarios para habilitar a Bocanegra para partidos continentales no estaban completos. Sin embargo, la protesta fue rechazada por la UEFA el 24 de agosto ya que Maribor no la realizó 24 horas después del partido. Anotó su primer gol con el Rangers en el partido de vuelta contra Maribor. Rangers terminó quedando eliminado tras perder el agregado 3-2. Bocanegra anotó su primer gol en la liga el 24 de septiembre contra Dunfermline Athletic, en un partido que el Rangers terminaría ganando 4-0.
Bocanegra rápidamente se convirtió en uno de los favoritos de la hinchada luego de una serie de buenas actuaciones junto a su compañero en la defensa central, Dorin Goian. Recibió el apodo de "Capitán América" por parte los hinchas escoceses. Usó el cintillo de capitán con los Rangers por primera vez el 8 de enero de 2012, en la victoria 4-0 sobre Arbroath F.C. por la Copa Escocesa.

### The Rangers F. C.
Luego de la liquidación del club y la democión de la nueva organización formada a partir de sus activos a la cuarta división del fútbol escocés, se anunció que Bocanegra buscaría otras opciones para continuar jugando al máximo nivel en la temporada 2012-13., no obstante, Bocanegra fue titular en el primer partido oficial de The Rangers FC el 28 de julio de 2012 para la Copa de Escocia, lo que daba a entender que probablemente se quedaría en el joven club un tiempo más. aunque no sucedió así.
Bocanegra hizo su debut en la Tercera División de Escocia con el Rangers el 11 de agosto de 2012, en el empate 2-2 contra el Peterhead F.C..

### Racing de Santander
El 31 de agosto, Bocanegra fue cedido en calidad de préstamo al Racing de Santander de la Segunda División de España por el resto de la temporada.
Debutó con este equipo el 23 de septiembre de 2012en la victoria 1 a 0 sobre el Club Deportivo Mirandés en el Estadio Municipal de Anduva.
Una vez concluida su cesión con el Racing, Bocanegra regresó con el Rangers, pero solo para anular de su contrato el 29 de junio de 2013 y quedar como agente libre.

### Chivas USA
El 1 de julio de 2013, Bocanegra regresó a la Major League Soccer fichando con el Chivas USA de Los Ángeles. Hizo su debut en la victoria 1-0 sobre Toronto FC el 17 de julio.
En septiembre de 2014, a pocas semanas de finalizar la temporada 2014, Bocanegra anunció que se retiraría del fútbol profesional una vez terminada la misma.

## Clubes
| Club                         | País           | Año         |
| ---------------------------- | -------------- | ----------- |
| Chicago Fire                 | Estados Unidos | 2000-2004   |
| Fulham FC                    | Inglaterra     | 2004-2007   |
| Stade Rennais FC             | Francia        | 2008 - 2010 |
| Saint-Étienne                | Francia        | 2010 - 2011 |
| Rangers Football Club        | Escocia        | 2011 - 2013 |
| Racing de Santander (cedido) | España         | 2012-2013   |
| Chivas USA                   | Estados Unidos | 2013 - 2014 |

## Selección nacional

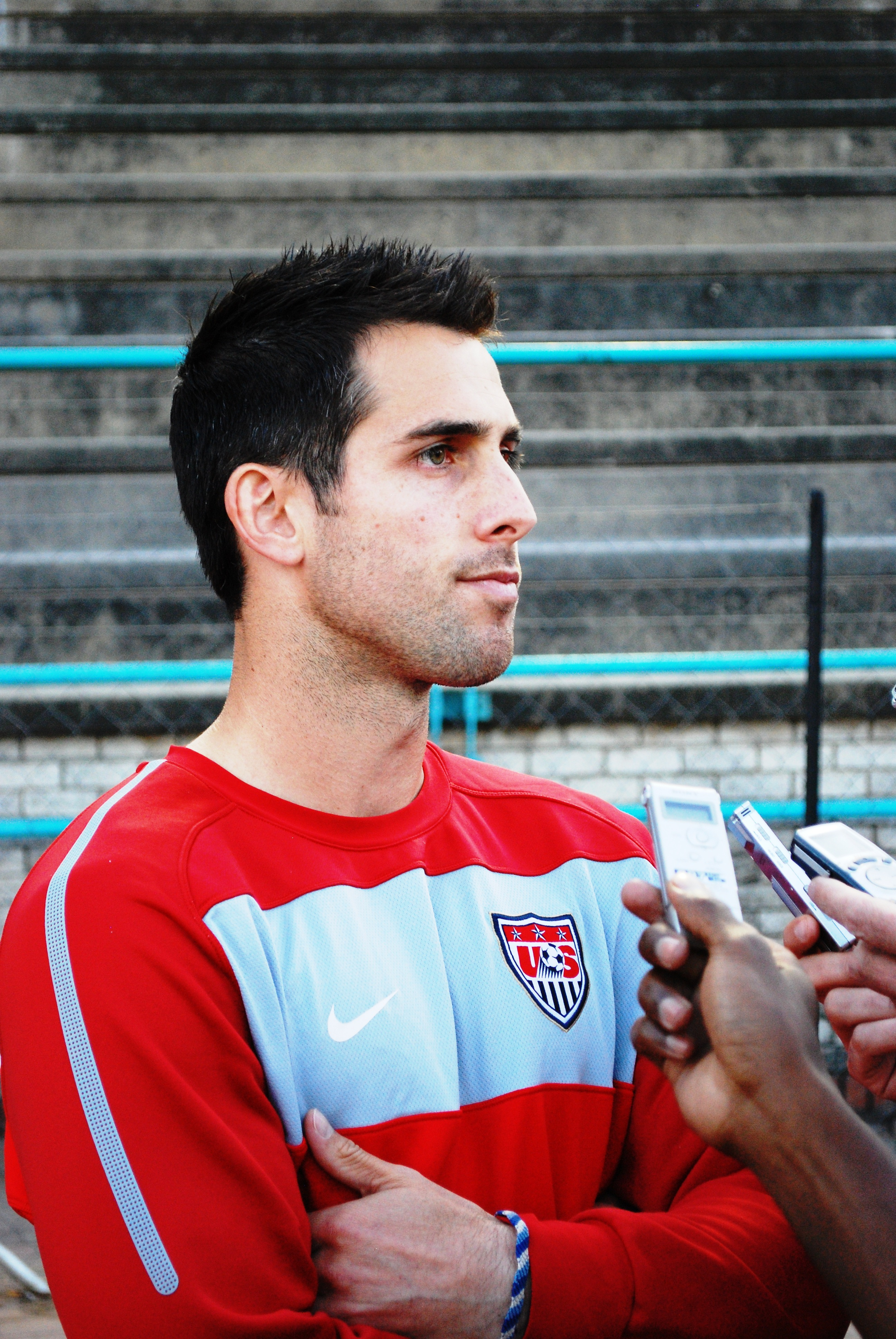
Bocanegra siendo entrevistado en Sudáfrica durante el Mundial 2010.

Bocanegra comenzó su paso por la selección de Estados Unidos jugando para el equipo sub-20 en el Copa Mundial de Fútbol Juvenil de 1999 y debutó con la selección mayor el 9 de diciembre de 2001 jugando contra Corea del Sur. Se convirtió en un emblema del equipo en 2003, solidificando su posición durante la Copa de Oro de la CONCACAF en el 2003 y siendo el defensor con más presentaciones con la selección ese año. Durante la fase clasificatoria del Mundial de Alemania 2006 en el 2005, su rol con la selección se volvió un poco más ambiguo, ya que rotó entre las posiciones de lateral izquierdo y defensor central. El 2 de mayo de 2006, Bocanegra fue incluido en la nómina de los jugadores que viajarían al torneo en Alemania. Fue titular en dos de los tres partidos jugados por Estados Unidos durante la Copa Mundial de Fútbol 2006.
Bocanegra fue la primera opción para capitanear a los Estados Unidos bajo el técnico Bob Bradley. Bocanegra llevó el cintillo de capitán de la selección de Estados Unidos por primera vez en un partido amistoso contra China el 2 de junio de 2007, partido en el cual los estadounidenses resultaron victoriosos 4-1. Bocanegra fue capitán del equipo estadounidense que venció a España en la Copa FIFA Confederaciones de 2009 el 24 de junio de 2009. En ese momento España se encontraba en el primer puesto del ranking de la FIFA y acababa de coronarse campeón de Europa el año anterior. Continuó con sus funciones de capitán en la Copa del Mundo 2010, jugando de lateral izquierdo contra Inglaterra y Eslovenia y luego como defensor central contra Argelia y Ghana.
El 15 de noviembre de 2011, Bocanegra jugó su partido número 100 con la selección de Estados Unidos en un amistoso jugado contra Eslovenia en Liubliana y fue homenajeado ante la afición local en Jacksonville, antes del partido amistoso que jugaron los Estados Unidos contra Escocia en mayo de 2012 en esa ciudad.
Bocanegra se convirtió en el defensor que más goles ha anotado para los Estados Unidos hasta junio de 2013, cuando metió su gol número 14 con la selección norteamericana en la victoria 3-1 ante Guatemala por el último partido de la tercera fase de las eliminatorias de CONCACAF para la Copa Mundial de Fútbol de 2014.
El 31 de mayo de 2013 fue incluido en la lista preliminar de 35 jugadores que participarán de la Copa de Oro de la Concacaf de ese año. Esta convocatoria llegó luego de más de seis meses de no haber sido llamado para ningún partido con la selección nacional. No obstante, no fue incluido en la lista final de 23 jugadores.

### Goles con la selección nacional
| #   | Fecha                   | Lugar                                                 | Oponente          | Gol   | Resultado | Competición                     |
| --- | ----------------------- | ----------------------------------------------------- | ----------------- | ----- | --------- | ------------------------------- |
| 1.  | 18 de enero de 2003     | Lockhart Stadium, Ft. Lauderdale, Estados Unidos      | Canadá            | 1 – 0 | 4 – 0     | Amistoso                        |
| 2.  | 13 de febrero de 2003   | Independence Park, Kingston, Jamaica                  | Jamaica           | 1 – 0 | 2 – 1     | Amistoso                        |
| 3.  | 23 de julio de 2003     | Orange Bowl, Miami, Estados Unidos                    | Brasil            | 1 – 0 | 1 – 2     | Copa de Oro de la CONCACAF 2003 |
| 4.  | 26 de julio de 2003     | Orange Bowl, Miami, Estados Unidos                    | Costa Rica        | 1 – 1 | 3 – 2     | Copa de Oro de la CONCACAF 2003 |
| 5.  | 11 de julio de 2004     | Soldier Field, Chicago, Estados Unidos                | Polonia           | 1 – 1 | 1 – 1     | Amistoso                        |
| 6.  | 8 de junio de 2005      | Estadio Rommel Fernández, Panamá, Panamá              | Panamá            | 1 – 0 | 3 – 0     | Eliminatorias al Mundial 2006   |
| 7.  | 16 de junio de 2007     | Gillette Stadium, Foxborough, Estados Unidos          | Panamá            | 2 – 0 | 2 – 1     | Copa de Oro de la CONCACAF 2007 |
| 8.  | 9 de septiembre de 2007 | Soldier Field, Chicago, Estados Unidos                | Brasil            | 1 – 0 | 2 – 4     | Amistoso                        |
| 9.  | 26 de marzo de 2008     | Estadio Henryk Reyman, Cracovia, Polonia              | Polonia           | 1 – 0 | 3 – 0     | Amistoso                        |
| 10. | 20 de agosto de 2008    | Estadio Mateo Flores, Ciudad de Guatemala, Guatemala  | Guatemala         | 1 – 0 | 1 – 0     | Eliminatoria al Mundial 2010    |
| 11. | 6 de junio de 2009      | Soldier Field, Chicago, Estados Unidos                | Honduras          | 2 – 1 | 2 – 1     | Eliminatoria al Mundial 2010    |
| 12. | 3 de marzo de 2010      | Amsterdam Arena, Ámsterdam, Países Bajos              | Holanda           | 1 – 2 | 1 – 2     | Amistoso                        |
| 13. | 8 de junio de 2012      | Raymond James Stadium, Tampa, Estados Unidos          | Antigua y Barbuda | 1 – 0 | 3 – 1     | Eliminatorias al Mundial 2014   |
| 14. | 16 de octubre de 2012   | Livestrong Sporting Park, Kansas City, Estados Unidos | Guatemala         | 1 – 1 | 3 – 1     | Eliminatorias al Mundial 2014   |

## Estadísticas
Actualizado el 6 de septiembre de 2013.
| Chicago Fire Estados Unidos | 1.ª           | 2000          | 27  | 1  | 4  | 0 | - | -  | 29  | 1  |
| Chicago Fire Estados Unidos | 1.ª           | 2001          | 15  | 1  | 2  | 0 | - | -  | 29  | 1  |
| Chicago Fire Estados Unidos | 1.ª           | 2002          | 26  | 2  | 1  | 0 | 3 | 1  | 29  | 1  |
| Chicago Fire Estados Unidos | 1.ª           | 2003          | 19  | 1  | 4  | 0 | - | -  | 29  | 1  |
| Chicago Fire Estados Unidos | Total club    | Total club    | 87  | 5  | 11 | 0 | 3 | 1  | 101 | 6  |
| Fulham Football Club Inglaterra | 1.ª           | 2003/04       | 15  | 0  | 4  | 0 | - | -  | 19  | 0  |
| Fulham Football Club Inglaterra | 1.ª           | 2004/05       | 28  | 1  | 7  | 0 | - | -  | 35  | 1  |
| Fulham Football Club Inglaterra | 1.ª           | 2005/06       | 20  | 1  | 1  | 0 | - | -  | 21  | 1  |
| Fulham Football Club Inglaterra | 1.ª           | 2006/07       | 30  | 5  | 4  | 0 | - | -  | 34  | 5  |
| Fulham Football Club Inglaterra | 1.ª           | 2007/08       | 22  | 1  | 2  | 0 | - | -  | 24  | 1  |
| Fulham Football Club Inglaterra | Total club    | Total club    | 115 | 8  | 18 | 0 | - | -  | 133 | 8  |
| Rennes Francia | 1.ª           | 2008/09       | 38  | 1  | 5  | 1 | 2 | 1  | 45  | 3  |
| Rennes Francia | 1.ª           | 2009/10       | 26  | 1  | 3  | 0 | - | -  | 29  | 1  |
| Rennes Francia | Total club    | Total club    | 64  | 2  | 8  | 1 | 2 | 1  | 74  | 2  |
| AS Saint-Étienne Francia |               |               |     |    |    |   |   |    |     |    |
| 1.ª | 2010/11       | 34            | 2   | 2  | 0  | - | - | 36 | 2   |    |
| 1.ª | 2010/12       | 1             | 0   | 0  | 0  | - | - | 1  | 0   |    |
| Total club | Total club    | 35            | 2   | 2  | 0  | - | - | 37 | 2   |    |
| Rangers FC Escocia |               |               |     |    |    |   |   |    |     |    |
| 1.ª | 2011/12       | 29            | 2   | 3  | 0  | 2 | 1 | 36 | 1   |    |
| Total club | Total club    | 29            | 2   | 3  | 0  | 2 | 1 | 36 | 1   |    |
| The Rangers FC Escocia |               |               |     |    |    |   |   |    |     |    |
| 4.ª | 2012/13       | 3             | 0   | 3  | 0  | - | - | 6  | 0   |    |
| Total club | Total club    | 3             | 0   | 3  | 0  | - | - | 6  | 0   |    |
| Racing de Santander · (a préstamo) · España |               |               |     |    |    |   |   |    |     |    |
| 2.ª | 2012-2013     | 21            | 0   | 0  | 0  | - | - | 21 | 0   |    |
| Total club | Total club    | 21            | 0   | 0  | 0  | - | - | 21 | 0   |    |
| Chivas USA Estados Unidos |               |               |     |    |    |   |   |    |     |    |
| 1.ª | 2013          | 12            | 0   | 0  | 0  | - | - | 12 | 0   |    |
| 1.ª | 2014          | 18            | 0   | 0  | 0  | - | - | 18 | 0   |    |
| Total club | Total club    | 30            | 0   | 0  | 0  | - | - | 30 | 0   |    |
| Total carrera | Total carrera | Total carrera | 384 | 19 | 45 | 1 | 7 | 1  | 436 | 21 |
| (1)Incluye datos de la Postemporada de la MLS (2000, 2001, 2002, 2003) (2)Incluye datos de la US Open Cup (2000, 2001, 2002, 2003); Football League Cup (2004/05, 2005/06, 2006/07); FA Cup (2003/04, 2004/05, 2005/06, 2006/07, 2007/08); Coupe de France (2008/09, 2009/10); Coupe de la Ligue (2009/10, 2010/11); Scottish Cup (2009/10, 2010/11); Copa de Escocia (2011/12); Copa de la Liga de Escocia (2011/12, 2012/13) (3)Incluye datos de la SuperLiga Norteamericana (2002); UEFA Europa League (20008/09); Liga de Campeones de la UEFA (2011/12) |               |               |     |    |    |   |   |    |     |    |

## Palmarés

### Copas internacionales
| Título                     | Club                                      | País           | Año  |
| -------------------------- | ----------------------------------------- | -------------- | ---- |
| Copa de Oro de la CONCACAF | Selección de fútbol de los Estados Unidos | Estados Unidos | 2002 |
| Copa de Oro de la CONCACAF | Selección de fútbol de los Estados Unidos | Estados Unidos | 2007 |

### Distinciones individuales
| Distinción                | Año  |
| ------------------------- | ---- |
| Novato del Año de la MLS  | 2000 |
| Defensa del año de la MLS | 2002 |
| Defensa del año de la MLS | 2003 |

| Predecesor: Jay Heaps | Novato del Año de la Major League Soccer 2000 | Sucesor: Rodrigo Faria |